# Michael Ward (Schauspieler)
Michael Ward, eigentlich George Yeo (* 9. April 1909 in Carnmenellis; † 8. November 1997 in London) war ein britischer Schauspieler.

## Leben
Der Sohn eines Geistlichen aus Cornwall absolvierte seine Ausbildung an der Central School of Speech and Drama in London. 1945 gab er im London Coliseum sein Debüt am West End.
1947 folgte Wards Spielfilmdebüt. In Film und Fernsehen war Ward auf Nebenrollen festgelegt. Seine große, distinguierte und effeminierte Erscheinung prädestinierte ihn für Snobs oder Sekretäre, Angestellte und Verkäufer, die entweder einen Hauch Arroganz oder eine gewisse Würde ausstrahlen sollten. Zu seinen zahlreichen Produktionen gehörten fünf Filme der Carry-On-Filmreihe von Peter Rogers und Gerald Thomas. Oft wurde er auch in Komödien von Norman Wisdom sowie den Brüdern Roy Boutling und John Boulting besetzt. In Was der Butler sah kam Ward sogar fast eine Hauptrolle zu.
Auch im Fernsehen blieb das Metier des Schauspielers die Komödie. Er wirkte mit in Episoden von Steptoe and Son, Hancock’s Half-Hour und The Two Ronnies an der Seite von Eric Morecambe, Ernie Wise, Ronnie Barker und Ronnie Corbett.
Trotz seines auffälligen Auftretens und der affektierten und effeminierten Stereotype, die er meist verkörperte, gelang es Michael Ward lange Zeit, seine Homosexualität vor der Öffentlichkeit geheim zu halten. Sein coming out hatte er erst spät nach eigener Entscheidung, als er begann, Artikel für die Gay News zu schreiben.
Nach der Arbeit an der Komödie Revenge of the Pink Panther 1978 zwang Michael Ward ein Schlaganfall, seine schauspielerische Karriere weitgehend zu beenden. Nach 1986 konnte er nur noch mit Hilfe gehen.

## Filmografie
- 1950: Was der Butler sah (What the Butler Saw)
- 1953: Trouble in Store
- 1956: Up in the World
- 1959: Das Bittere und das Süße (The Rough and the Smooth)
- 1961: Nicht so toll, Süßer (Carry On Regardless)
- 1963: Ist ja irre – diese müden Taxifahrer (Carry On Cabby)
- 1964: Ist ja irre – Cäsar liebt Cleopatra (Carry On Cleo)
- 1966: Ist ja irre – Alarm im Gruselschloß (Carry On Screaming!)
- 1967: Ist ja irre – Nur nicht den Kopf verlieren (Don’t Lose Your Head)
- 1978: Revenge of the Pink Panther